# Baker McKenzie
Pour les articles homonymes, voir Baker et McKenzie.
Baker McKenzie, est un cabinet d’avocats d’affaires à vocation internationale, fondé en 1949 à Chicago, aux États-Unis, par Russell Baker et John McKenzie.
Avec 78 bureaux répartis dans 47 pays, Baker McKenzie est considéré comme faisant partie des plus grands et prestigieux cabinets d’avocats au monde.

## Activités
Du fait de son activité internationale, aucune nationalité ne domine l'entreprise. Plus de 80% de ses opérations se situent en dehors des États-Unis. Baker McKenzie emploie plus de 4 700 avocats venant de 60 pays et parlant plus de 75 langues, tout en utilisant l'anglais comme langue de travail.
La société a réalisé un chiffre d'affaires de 2,89 milliards de dollars pour l'exercice 2018 et se classe au troisième rang mondial des cabinets d'avocats d'affaires en revenu. C'est également le plus grand cabinet international en Asie, avec 16 bureaux, et en Amérique latine, avec 15 bureaux.
Baker McKenzie s’implante à Paris en 1963 et fête en 2013 ses 50 années de développement continu. Pour marquer l’évènement, le cabinet a choisi de s’engager en faveur de la création contemporaine en soutenant la première rétrospective complète des œuvres de Roy Lichtenstein (1923-1997) en France. L'exposition a eu lieu du 3 juillet au 4 novembre 2013 au Centre Pompidou à Paris.
Christine Lagarde a été la première femme ainsi que la première personnalité non-américaine à présider le comité exécutif du cabinet, de 1999 à 2005.

## Bureaux

### Amérique du Nord

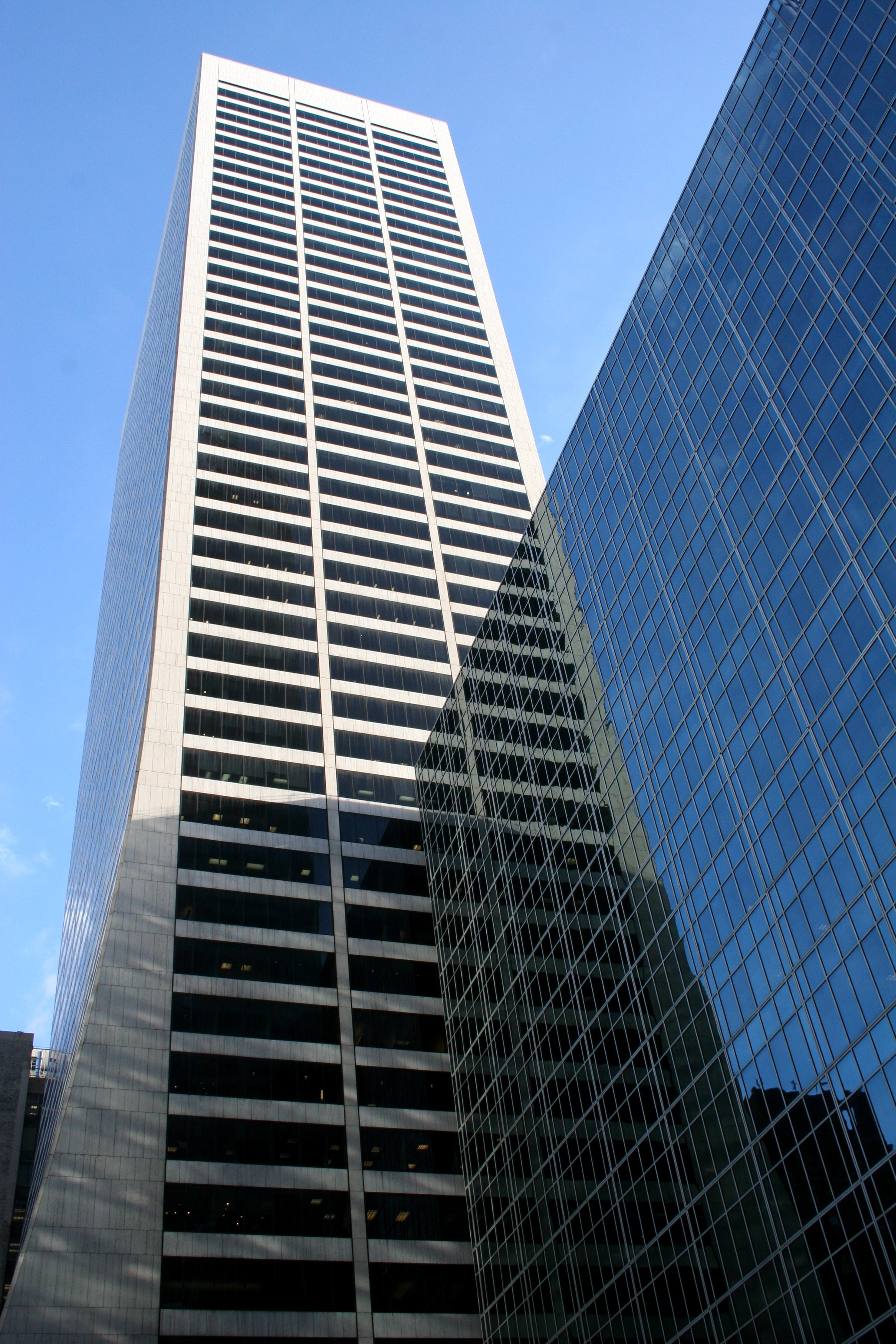
Bureau Baker McKenzie de New York.

- Chicago
- Dallas
- Houston
- Miami
- New York
- Palo Alto
- San Francisco
- Toronto
- Washington

### Amérique latine
- Bogota
- Buenos Aires
- Caracas
- Guadalajara
- Juárez
- Lima
- Mexico
- Monterrey
- Santiago
- Tijuana
- Valencia
- São Paulo
- Rio de Janeiro
- Porto Alegre
- Brasilia

### Europe
- Amsterdam
- Anvers
- Bakou
- Barcelone
- Berlin
- Bruxelles
- Budapest
- Düsseldorf
- Francfort-sur-le-Main
- Genève
- Istanbul
- Kiev
- Londres
- Luxembourg
- Madrid
- Milan
- Moscou
- Munich
- Paris
- Prague
- Rome
- Saint-Pétersbourg
- Stockholm
- Varsovie
- Vienne
- Zurich

### Afrique et Moyen-Orient
- Abou Dabi
- Bahreïn
- Casablanca
- Djeddah
- Doha
- Dubaï
- Johannesbourg
- Le Caire
- Riyad

### Asie
- Almaty
- Bangkok
- Brisbane
- Hanoï
- Hô Chi Minh-Ville
- Hong Kong
- Jakarta
- Kuala Lumpur
- Manille
- Melbourne
- Pékin
- Rangoun
- Séoul
- Shanghai
- Singapour
- Sydney
- Taipei
- Tokyo

## Dans la culture populaire
Le film américain Philadelphia réalisé par Jonathan Demme et sorti en 1993 est largement inspiré (pour au moins 54 scènes selon la conciliation légale) de la vie de Geoffrey Bowers, avocat licencié par le cabinet Baker McKenzie.